# Paul Vecchiali
Paul Vecchiali (Ajaccio, Còrsega, 28 d'abril de 1930 – Gassin, Var, 18 de gener de 2023) fou un escriptor, productor i director de cinema francès.

## Biografia

### Joventut
Nascut a Ajaccio el 28 d'abril de 1930, Paul Vecchiali va passar la infantesa a Toló. La seva família, sospitosa de Pétainisme (mentre el seu pare estava en contacte constant amb el seu germà, resistent), prefereix abandonar aquesta ciutat després de la guerra (Paul Vecchiali abordarà aquests temes a la seva pel·lícula En haut des marches). Va ingressar a l'École polytechnique, en la qual es va graduar el 1955.

### Carrera
Amic de Jacques Demy, col·labora a Cahiers du cinéma i a La Revue du cinéma, que confessa una passió en particular per Robert Bresson, Jean Grémillon i Max Ophüls.
Va produir les primeres pel·lícules de Jean Eustache abans de fundar la seva companyia de producció, Diagonale, el 1976.

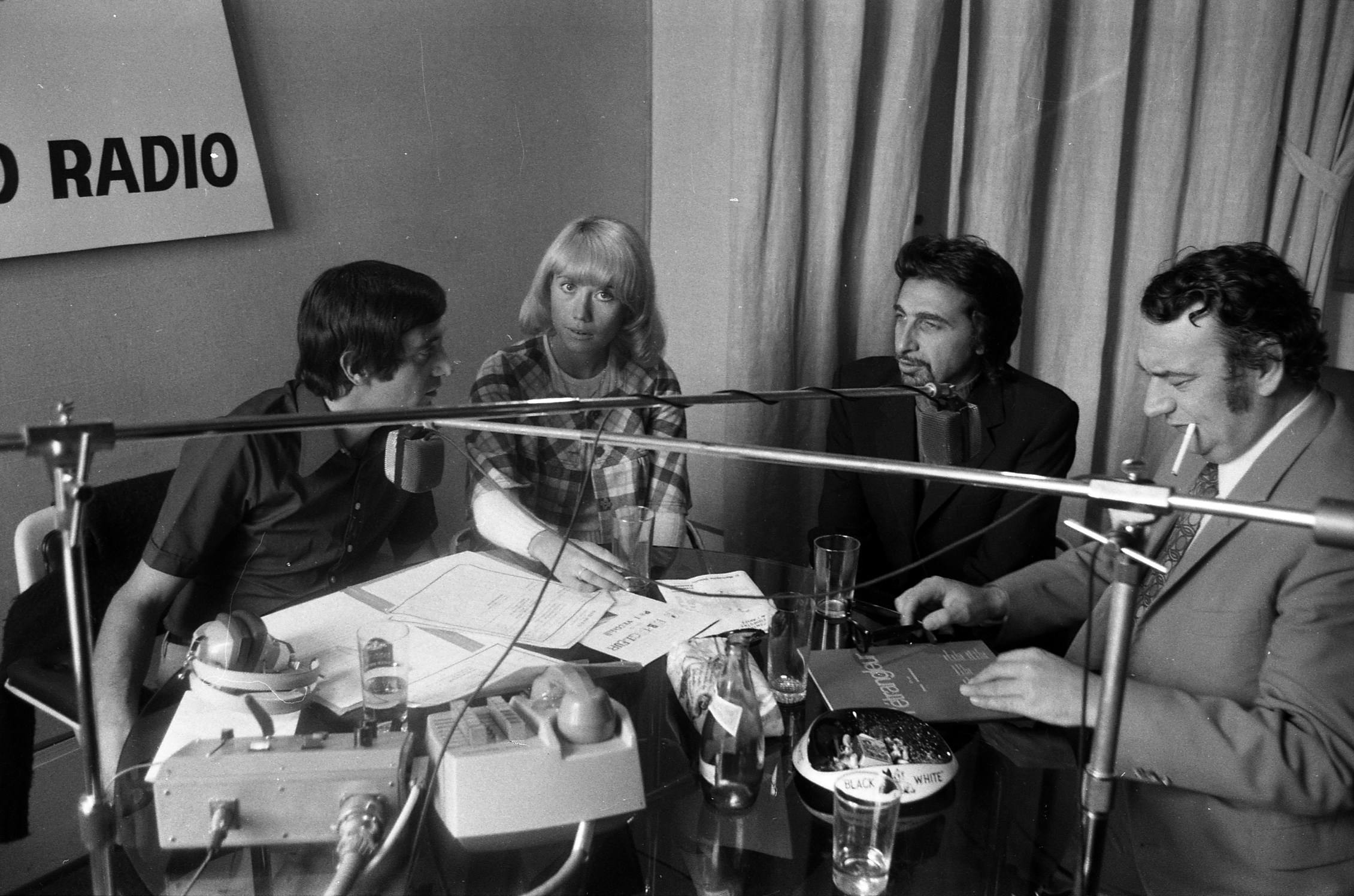
Paul Vecchiali (segon a la dreta), Julien Guiomar i Claude Manlay en una emissió de Sud Radio quan es va estrenar L'Étrangleur el 1972.

El 1961, va dirigir una primera pel·lícula muda, Les Petits Drames en què apareix el seu ídol Danielle Darrieux, mentre treballava com a oficial-instructor a Polytechnique. François Truffaut és una de les poques persones que s'ha mostrat entusiasta des del principi. Durant la projecció de Les Ruses du diable (1965), va declarar : 
| « | Paul Vecchiali és l’únic hereu de Jean Renoir. | » |

Paul Vecchiali ha realitzat més de cinquanta pel·lícules (incloses les seves produccions per a televisió), que tracten temes de la SIDA, la sexualitat (homo, bi o asexualitat), la pena de mort i la religió. El seu cinema s'inspira en el cinema francès dels anys 1930, amb un toc experimental i autobiogràfic. Va obtenir quatre vegades l'anticipació de rebuts del CNC per diverses desenes de projectes presentats, que el van inspirar per escriure el guió de la pel·lícula À vot' bon cœur, estrenat el 2004.
El 1965, va actuar a La felicitat d'Agnès Varda i, el 1975, va coproduir Jeanne Dielman, moll del Comerç, 23, 1080 Brussel·les per Chantal Akerman. Al mateix temps, va experimentar amb la pornografia amb Change pas de main que fa produir per Jean-François Davy, que el dirigeix a Les Pornocrates (1976).
L'any 2010 va publicar el seu monumental diccionari, L'Encinéclopédie, dedicat a la filmografia completa dels cineastes "francesos" que van rodar als anys 1930 i l'inici del cinema sonor, la dècada de la seva infantesa, que considera molt creatiu al cinema, generós i insolent. Les cometes indiquen que inclou cineastes francesos així com aquells que van fer almenys una pel·lícula produïda a França durant aquesta dècada (Carl Theodor Dreyer, Fritz Lang, Billy Wilder, Georg Wilhelm Pabst…). La retrospectiva, força completa, és d'una subjectivitat assumida entre els cineastes deixats de banda (Julien Duvivier, Jeff Musso, Carlo Rim, Louis Valray...) i els que ell considera falsos valors (Jean Renoir, Jean Delannoy, Henri-Georges Clouzot, Sacha Guitry…).

### Mort
Va morir la nit del 17 al 8 de gener de 2023 a l'edat de 92 anys, després de diverses setmanes d'hospitalització a l'hospital de Gassin (Var), tal com va anunciar el seu productor i company Malik Saad. El seu funeral se celebrarà en privat el 26 de gener de 2023 a Vidauban, seguit de la seva incineració a la mateixa ciutat.
El seu darrer llargmetratge, Bonjour la langue, fou acabat unes setmanes abans

## Teatre

### Autor
- 1979 : Vous ne trouvez pas que ça sent la guerre ? de Noël Simsolo i Paul Vecchiali, posada en escena Christian Rauth, Festival d'Avinyó
- 1989 : Poussières

### Escenògraf
- 1984 : Revoir la mer de Jean-Pierre Thibaudat, Petit-Odéon
- 1985 : La Parisienne d'Henry Becque, Comédie-Française
- 1989 : Poussières de Paul Vecchiali
- 1989 : La parigina i La vedova de Henry Becque
- 1992 : Carmen Paradiz de Corinne Cousin
- 2008 : Albertine de Mona Heftre, sobre els escrits d'Albertine Sarrazin
- 2009 : La Fille du puisatier adaptat de la pel·lícula de Marcel Pagnol par Paul Vecchiali

## Filmografia

### Com a director

#### Cinema
- 1961 : Les Petits Drames (perdut)
- 1962 : Les Roses de la vie (curtmetratge)
- 1966 : Les Ruses du diable
- 1967 : Les Premières Vacances (curtmetratge)
- 1970 : L'Étrangleur
- 1972 : Les Jonquilles (curtmetratge)
- 1974 : Femmes Femmes
- 1975 : Change pas de main
- 1977 : La Machine
- 1978 : Maladie (curtmetratge)
- 1979 : Corps à cœur
- 1980 : C'est la vie
- 1983 : En haut des marches
- 1985 : Trous de mémoire
- 1985 : Rosa la rose, fille publique
- 1986 : Les Barnufles (curtmetratge)
- 1987 : Avec sentiment (curtmetratge)
- 1988 : Le Café des Jules
- 1988 : Once More (Encore)
- 1989 : Le Leurre (curtmetratge)
- 1992 : Fugue en sol mineur (curtmetratge)
- 1992 : Chanson pour Jacques (curtmetratge)
- 1994 : Wonder Boy (De sueur et de sang)
- 1994 : La Terre aux vivants (curtmetratge)
- 1996 : Zone franche
- 2004 : À vot' bon cœur
- 2005 : Dis-moi (versió curta de Bareback)
- 2006 : Et plus si aff
- 2006 : Bareback ou la Guerre des sens
- 2007 : ...Et tremble d'être heureux
- 2007 : Être ou ne pas être
- 2009 : Humeurs et Rumeurs
- 2010 : Les Gens d'en-bas
- 2011 : Retour à Mayerling
- 2014 : Faux Accords
- 2014 : Nuits blanches sur la jetée
- 2014 : Just Married (curtmetratge)
- 2014 : La Cérémonie (curtmetratge)
- 2015 : C'est l'amour
- 2015 : Trois mots en passant (curtmetratge)
- 2016 : Le Cancre
- 2018 : Les Sept Déserteurs ou la Guerre en vrac
- 2018 : Train de vies ou les Voyages d'Angélique
- 2020 : Un soupçon d'amour
- 2022 : Pas... de quartier
- 2022 : Bonjour la langue

#### Televisió
- 1965 : Le Récit de Rebecca (curtmetratge)
- 1969 : Les Animaux malades de la science (curtmetratge)
- 1969-1973 : Réservé aux curieux (sèrie de televisió)
- 1973 : Prenez garde aux moroses (curtmetratge)
- 1973 : Clignotant (sèrie de televisió)
- 1974 : Albert Camus (documentaire)
- 1983 : Masculins singuliers (segment de Archipel des amours)
- 1983 : Lettre d'un cinéaste (per l'emissió Cinéma, Cinémas)
- 1984 : Cœur de hareng (telefilm)
- 1986 : À titre posthume (telefilm)
- 1986 : Soft qui peut (curtmetratge)
- 1989 : Le Front dans les nuages (telefilm)
- 1989 : En cas de bonheur (sèrie de televisió, 20 épisodes sur 160)
- 1989 : Les Jurés de l'ombre (sèrie de televisió)
- 1990 : Lise ou la Femme-miroir (curtmetratge)
- 1990 : Louise ou le Passé humilié (curtmetratge)
- 1990 : La Tendresse de l'araignée (telefilm)
- 1991 : Vous êtes folle, Imogène (telefilm)
- 1991 : L'Impure (telefilm)
- 1992 : Sanguine  (telefilm)
- 1993 : Point d'orgue  (telefilm)
- 1996 : Imogène contre-espionne  (telefilm)
- 1996 : Les Boulingrin (curtmetratge)
- 1996 : Les Larmes du sida (segment du film L'amour est à réinventer)
- 1998 : Victor Schœlcher, l'abolition  (telefilm)

### Com a productor
Paul Vecchiali va produir les seves pel·lícules amb la seva empresa Diagonale de 1975 a 1994. A causa de dificultats econòmiques, l'empresa es va vendre el 1998, i el cineasta gairebé va aturar la seva carrera completament (una pausa). que el va fer redescobrir la dècada del cinema dels anys 1930, de la qual va fer la crònica a L'Encineclopédie).
A partir del 2014, va tornar a ser productor amb una nova empresa, Dialectik.

### Com a actor
- 1977 : La Machine : maître Altiani
- 1984 : Trous de mémoire : Paul
- 1987 : Encore : l'home al metro
- 2004 : À vot' bon cœur : Monsieur Paul
- 2012 : Trois, pas un de plus (documental) : narrador (sobre la vida de Paul Vecchiali)[14]
- 2014 : Faux Accords : l'home que perd al seu company
- 2015 : C'est l'amour : el pare de Jean
- 2016 : Le Cancre : Rodolphe, el pare de Laurent

## Publicacions

### Assaigs
- L'Encinéclopédie : Cinéastes français des années 1930 et leur œuvre, vol. 1 (en francès).  París: Éditions de l'Œil, 2010, p. 880. ISBN 978-2-35137-094-0.
- L'Encinéclopédie : Cinéastes français des années 1930 et leur œuvre, vol. 2 (en francès).  París: Éditions de l'Œil, 2010, p. 738. ISBN 978-2-35137-095-7.

### Narracions
- Marie-Christine (en francès).  París: D'Halluin et Cie, 1966, p. 141.
- La Pieuvre par neuf (en francès).  París: Éditions Baleine, 1996, p. 151. ISBN 978-2-84219-010-1.
- Les Frontières de l'aube (en francès).  París: Le Reflet, 1999. ISBN 978-2-23405-231-4.
- Quand meurt le fantastique... (en francès).  Lyon: Aléas, 2002, p. 112. ISBN 978-2-90801-619-2.
- Indécente Mémoire (en francès).  Montpellier: H&O Éditions, 2003, p. 224. ISBN 978-2-84547-068-2.
- Vade Retro (en francès).  Montpellier: H&O Éditions, 2004, p. 224. ISBN 978-2-84547-087-3.
- Les Parfums de l'aurore (en francès).  París: Le Reflet, 2007. ISBN 978-2-91216-233-5.
- Vespérales (en francès).  Montpellier: H&O Éditions, 2008, p. 203. ISBN 978-2-84547-178-8.
- Calme était la mer (en francès).  Montpellier: H&O Éditions, 2010, p. 220. ISBN 978-2-84547-197-9.
- Pay, Black (en francès).  París: Société des écrivains, 2013, p. 204. ISBN 978-2-34201-440-2.
- L'Affaire Pallas (en francès).  París: Archipel, 2014, p. 260. ISBN 978-2-80981-569-6.
- Une âme sans peine (en francès).  París: Le Lys Bleu, 2019, p. 152. ISBN 979-1-03770-065-0.
- Les Convalescences (en francès).  París: Éditions Sydney Laurent, 2020, p. 340. ISBN 979-1-03263-543-8.
- Les morts ne peuvent pas être mauvais (en francès).  París: Le Livre et la Plume, 2021, p. 180. ISBN 978-2-37794-051-6.
- Une enfant dans le sable (en francès).  París: Hésiode Éditions, 2021, p. 180. ISBN 978-2-49313-501-8.
- Rencontres furtives (en francès).  París: Le Livre et la Plume, 2021. ISBN 978-2-37794-072-1.

### Teatre
- Poussières (en francès).  Lyon: Aléas, 2002, p. 92. ISBN 978-2-90801-620-8.

### Cançons, poemes
- Chansons et poèmes de Paul Vecchiali (en francès).  Saint-Chéron: Unicité, 2021, p. 136. ISBN 978-2-37355-607-0.